# بين ويلسون (لاعب هوكي الجليد)
بين ويلسون هو لاعب هوكي الجليد كندي، ولد في 19 ديسمبر 1958 في تورونتو في كندا.

## وصلات خارجية
- بين ويلسون (لاعب هوكي الجليد) على موقع دوري الهوكي الوطني (الإنجليزية)
- بين ويلسون (لاعب هوكي الجليد) على موقع قاعة مشاهير الهوكي (لاعب أن.إتش.أل) (الإنجليزية)
- بين ويلسون (لاعب هوكي الجليد) على موقع EliteProspects.com (الإنجليزية)
- بين ويلسون (لاعب هوكي الجليد) على موقع HockeyDB.com (الإنجليزية)
- بين ويلسون (لاعب هوكي الجليد) على موقع Hockey-Reference.com (الإنجليزية)